# 馬斯特蘭德
馬斯特蘭德（Marstrand）是瑞典的一座城市。2010年，有人口1,319人。

## 外部連結
- Marstrand （页面存档备份，存于） - From Kungälv Municipality official page
- （瑞典文） article Marstrand （页面存档备份，存于） from Nordisk Familjebok (1912)